# Le Sentier
Pour les articles homonymes, voir sentier.
Le Sentier est la localité principale et fraction de la commune suisse du Chenit.

## Toponymie
Ce nom de lieu est attesté en 1611 sous la forme Sendey, après l'établissement des premiers habitants - pour la plupart venus du Lieu - voulant profiter de défrichements qui ont ouvert de nouvelles surfaces cultivables.

## Armoiries
Tranché d'or à la roue dentée de gueules, et de gueules à la trompette d'or. Ces armoiries, adoptées en 1966, reflètent le goût des habitants pour l'industrie horlogère et pour la musique chorale, accompagnée des célèbres trompettes d'église, instruments dont l'usage s'est répandu dans le Pays de Vaud au XVIIIe siècle.

## Histoire
Les premiers défrichements sont attestés dans la deuxième moitié du XVIe siècle. Les premiers habitants, la plupart originaires du Lieu, s'établirent au début du XVIIe siècle.
La Société de développement (1898) est à l'origine en 1900 de l'organisation du Sentier en fraction de commune.

## Monuments
Le temple du Chenit est édifié au Sentier en 1612-1613, selon un plan rectangulaire conçu par Claude Cuinest, maçon de Longeville en Bourgogne, tandis que la charpente à clocheton « avec la voûte comme celle de l'église de Vaulion » est dressée par le charpentier Guy Michot de Vaulion. L'édifice est reconstruit en 1725 puis encore, après incendie, en 1898, cette fois en style néo-roman. La paroisse est érigée en 1704, la cure est de 1705, remaniée en 1777 par l'intendant des bâtiments Johann Bernhard Sinner, avec le concours de son fils, l'architecte Carl Ahasver von Sinner (de).
La maison de commune date de 1646, elle est reconstruite en 1719, agrandie en 1726 et remplacée par un hôtel de ville en 1958.

## Économie
L'industrie horlogère, introduite au XVIIIe siècle, développée au XIXe siècle (Manufacture d'horlogerie Le Coultre & Cie en 1833, devenue Jaeger-Le Coultre en 1937) amena un essor économique et démographique au Sentier, resté longtemps rural.
Le collège industriel fut fondé en 1894, devenu plus tard école d'horlogerie du Sentier, puis école technique de la vallée de Joux,.
Le « Village industriel » sis le long du canal de l'Orbe, a été construit au tournant du XXIe siècle pour maintenir l'emploi et la formation dans la région.

### Industrie horlogère d’exportation
- Audemars Piguet
- Blancpain
- Claude Meylan
- Daniel Roth
- Bulgari
- Jaeger-LeCoultre
- Patek Philippe
- Vacheron Constantin

### Entreprises de sous-traitance horlogère
- KIF Parechoc
- Piccinin Décolletage SA
- Transcendance sàrl
- Roulart D-cor sàrl
- Pasko Cart Sàrl

### Santé
- Hôpital La Vallée

### Source
- « Le Sentier » dans le Dictionnaire historique de la Suisse en ligne.